# Iglesia Voie
Iglesia Voie (Voie kirke) es una Iglesia de trabajo que se creó en 1990 en Voie en el municipio de Kristiansand, en el condado de Vest-Agder.
La estructura es de ladrillo en forma semicircular y cuenta con 500 asientos. El acceso al sitio es a través de Rv457 y Rv456.